# Bird strike
Bird strikes (eller birdstrikes) er betegnelse for kollisioner mellem fugle og fly.
Bird strikes kan have voldsomme konsekvenser, og selv små fugles kollisioner med jetmotorer fra store fly kan resultere i omfattende ødelæggelser og kan gøre nødlandinger nødvendige. Forekomster af vådområder nær lufthavne øger tilstedeværelsen af fugle, og øger tilsvarende risikoen for kollisioner mellem fly og fugle. De største risici ligger ved start og specielt landing, hvor flyene befinder sig i lav højde. Derfor anlægges start- og landingsbaner ofte, så specielt indflyvning og starten foregår i en retning væk fra sådanne fugleområder.
En analyse af registreringer af bird strikes i Danmark har i perioden 1992-2005 identificeret i alt 1.964 bird strikes inden for danske flyvepladsers og lufthavnes nærområder. Analysen omfattede alle registrerede kollisioner, og inkluderede alle typer af fly fra private småfly til store rutefly og militære fly. De fleste bird strikes blev registreret under landinger (i alt 1.053) og starter (i alt 582). Ganske få bird strikes (i alt 8) blev registreret mens flyene taxiede i lufthavnene, og 321 kollisioner var uden nærmere angivelse af sted. 1.826 tilfælde ramte civile fly, 119 ramte militære fly, mens det var ukendt hvilken type fly de resterende 8 ramte. En væsentlig del af kollisionerne skete mens flyene enten var i lav højde eller på jorden (dvs. på start- og landingsbanerne), og i alt blev to tredjedele af de registrerede bird strikes registreret i en højde af under 30 meter.